# غيلبرت دي بوروجارد روبنسون
غيلبرت دي بوروجارد روبنسون هو رياضياتي كندي، ولد في 3 يونيو 1906 في تورونتو في كندا، وتوفي بنفس المكان في 8 أبريل 1992.